# 巴图巴根
巴图巴根（1924年10月—2012年9月），男，蒙古族，吉林镇赉人，中华人民共和国政治人物。中共第十二屆、十三屆中央候補委員。

## 生平
早年毕业于内蒙古乌兰浩特育成学院，后任呼伦贝尔盟独立九团政委。1954年，任中共内蒙古自治区东部区委宣传部副部长。1956年，改任中共内蒙古自治区巴彦淖尔盟委第一书记、书记，中共呼和浩特市委第一书记、市长。1973年，任中共伊克昭盟委第一书记。1982年，任自治区政府副主席。1983年，任自治区副书记。1983年，任自治区人大常委会主任。

## 备注
1. ↑  巴图巴根，蒙古语意为“坚固的桩子”。